# Haluzice, Nové Mesto nad Váhom
Haluzice este o comună slovacă, aflată în districtul Nové Mesto nad Váhom din regiunea Trenčín. Localitatea se află la altitudinea de 266 m deasupra n.m., se întinde pe o suprafață de 3,84 km2 și în 2015 număra 72 de locuitori. 

## Istoric
Localitatea Haluzice este atestată documentar din 1398.

## Demografie
| An:                | 1994 | 2004    | 2014    | 2024    |
| ------------------ | ---- | ------- | ------- | ------- |
| Număr de persoane: | 77   | 55      | 68      | 94      |
| Diferență:         |      | −28,57% | +23,63% | +38,23% |

| An:                | 2023 | 2024   |
| ------------------ | ---- | ------ |
| Număr de persoane: | 95   | 94     |
| Diferență:         |      | −1,05% |